# 펄 (2022년 영화)
"펄"(영어: Pearl)은 2022년 개봉한 미국의 슬래셔 영화이다. 티 웨스트가 감독과 공동각본을 맡았으며, 2022년 영화 《X》의 프리퀄 작품이다. 배우 미아 고스가 《X》에 이어 다시 한 번 펄 역을 맡는다. 제79회(2022년) 베네치아 영화제에서 전 세계 최초로 상영되었다.

## 같이 보기
- X (2022년 영화)